# It's showtime (televisieserie)
It's showtime is een fictiereeks geschreven door Bart De Pauw en geregisseerd door Pietje Horsten. De reeks is een productie van Koeken Troef!, werd opgenomen in 2016 en was vanaf 8 juni 2017 te bekijken op Telenet Play More.

## Verhaal
De spilfiguur van de reeks is Kenny (22) die het wil maken in de showbizz. Daarvoor wil Kenny alles uitproberen: goochelen, buikspreken, zingen en meer. Er is slechts één probleem: Kenny heeft geen talent. Kenny wordt in het proberen zijn droom te bereiken geholpen door zijn familie: de familie De Rouck. Deze familie bestaat uit hemzelf, zijn tante Daisy, zijn vader Toine, zijn halfbroer Max, zijn stiefzus Rebecca en nog andere kinderen van zijn vader die in de reeks geen rol van betekenis hebben. Om Kenny te laten doorbreken struinen ze braderijen af, doen ze mee aan talentenjachten en laten ze zich zelfs in met een dubieuze talentenscout.

## Rolverdeling
- Stijn Steyaert als Kenny De Rouck
- Bart De Pauw als Toine De Rouck, "ons pa"
- Lies Pauwels als tante Daisy De Rouck
- Ella-June Henrard als Rebecca
- Thomas De Smet als Max
- Kevin Bellemans als Bruno
- Tom Audenaert als wijkagent Willy

Gastrollen van Wim Willaert, Lucas Van den Eynde, Daisy Thys, Ben Segers, Maaike Cafmeyer, Dries Heyneman, Ivo Pauwels, Alice Toen, Anne-Laure Vandeputte, Kamal Kharmach, Marieke Dilles, Piet De Praitere, Luc Dufourmont,Lukas Smolders, Mout Uyttersprot, Manou Kersting, Charlotte De Groof en Wannes Cappelleen Dries Van Cauwenbergh.
In de laatste aflevering zit ook een kleine reünie van de hoofdrolspelers uit de Ketnet-reeks Buiten De Zone. Naast Bart De Pauw zien we ook Mathias Sercu, Danny Timmermans, Reinhilde Van Driel en Elise Bundervoet. De regisseur Pietje Horsten was destijds ook de regisseur van Buiten De Zone. 